# 大友持直
大友 持直（おおとも もちなお）は、室町時代中期の武将・守護大名。豊後国大友氏の12代当主。

## 生涯
第10代当主大友親世の子として生まれる。生年については確定していないが、元服時に室町幕府第4代将軍足利義持（在職：1394年-1422年）より偏諱（「持」の字）を賜い持直を名乗っていることから、（元服する年齢を考えれば）おおよそ1380年代-1400年代の間のことと思われる。
第11代当主となっていた従兄弟の親著から家督を引継ぎ、当主となった。父・親世の正室の叔父にあたる大内盛見と対立し、少弐氏と連合して合戦しこれを討ち取ったが、盛見が九州における幕府領の管理を務めていたことから6代将軍足利義教（義持の弟）の怒りを買い、持直の守護職は剥奪され一族の大友親綱に与えられ、さらに大内持世による持直追討軍が九州に派遣される事態となり、大友氏は持直方（持直、親著、大友親繁）と幕府方（親綱、大友親隆など）に分裂した。永享7年（1435年）からの姫岳合戦において、持直は伊予国守護河野通久を敗死させるなど強硬に抵抗したが、結局敗北し、以後消息不明となった。没年については諸説ありはっきりしない。なお、子の親常（ちかつね）は詫摩氏（大友親秀の弟・能秀の血統）に養子入りしてその跡を継いでいる。

## 名前について
諱の「持直」の「持」の字は、前述の通り、将軍足利義持から賜ったものである。一方の「直」の字については、大友氏祖・大友能直に由来する大友氏の通字の一つと考えられる。一部では、外祖父にあたる戸次直光から直接1字を受けたとしている。しかし、後者の説の中で更に、直光が「なおみつ」ではなく、「ただみつ」と読ませる説がある。これは、父の頼時と共に一時期南朝方に付いていたことがある直光が、同じく九州で南朝方として活動していた足利直冬（足利尊氏の庶子）・菊池武光の両者から1字をもらってその名を名乗ったとし、これに従えば、直冬の「直」（尊氏の弟で直冬の養父の直義の1字に由来）が「ただ」と読むので、直光は「ただみつ」で、その孫である持直は「もちただ」と読むといった内容である。但し、直光も大友能直の子孫であり、祖父の貞直及びその兄弟達も「直」の字を使用している（戸次氏#系譜を参照）ことから、確定できる史料がない限りは「直」が直冬の偏諱とする説を正しいとみなすことは難しい。

## 偏諱を受けた人物
- 大野直基（おおの なおもと）- 豊後大神氏の一族、大野氏の当主。
- 小津留直行（おづる なおゆき）- 讃岐守。小津留氏は田北鑑生、田北紹鉄、田北鎮周らを輩出した田北氏の支流にあたり、田北親直の次男・親顕（ちかあき）を祖とする。親顕は直行の祖父、父は小津留親行（ちかゆき）である。
- 富来直賢（とみき なおかた）- 富来忠岑（ただみね）の子。娘に大友親綱愛妾、息子に繁英、繁教、忠運、忠国がいる。富来氏は、豊後守護となった大友能直に従って下向したとされる鎌倉御家人永井石見守実貞を祖とする。
- 吉弘直意（よしひろ なおおき） - 吉弘氏第4代当主。吉弘鑑理は来孫にあたる。